# Bezirk Kreuzlingen
Bezirk Kreuzlingen är ett av de fem distrikten i kantonen Thurgau i Schweiz. 
Distriktet har cirka 47 000 invånare.
Distriktet består av 14 kommuner:

- Altnau
- Bottighofen
- Ermatingen
- Gottlieben
- Güttingen
- Kemmental
- Kreuzlingen
- Langrickenbach
- Lengwil
- Münsterlingen
- Raperswilen
- Salenstein
- Tägerwilen
- Wäldi

Samtliga kommuner i distriktet är tyskspråkiga.